# Dobrá (Slowakei)
Dobrá, ungarisch Dobra (auch Kisdobra) ist eine Gemeinde im Osten der Slowakei mit 505 Einwohnern (Stand 31. Dezember 2024), die zum Okres Trebišov, einem Kreis des Košický kraj, gehört. Sie ist Teil der traditionellen Landschaft Zemplín.

## Geographie
Die Gemeinde befindet sich im südöstlichen Teil des Ostslowakischen Tieflands in der Kleinregion Medzibodrožie (ungarisch Bodrogköz), auf einem alten natürlichen Deich der Theiß und unweit der Staatsgrenze zu Ungarn. Das Ortszentrum liegt auf einer Höhe von 112 m n.m. und ist jeweils sechs Kilometer von Čierna nad Tisou und Kráľovský Chlmec sowie 60 Kilometer von Trebišov entfernt.
Nachbargemeinden sind Kráľovský Chlmec im Nordwesten und Norden, Bačka im Nordosten, Biel im Osten, Dámóc (H) im Süden und Pribeník im Westen.

## Geschichte
Dobrá wurde zum ersten Mal 1323 als Dobra schriftlich erwähnt. Zur Zeit der Ersterwähnung war das Dorf Besitz des Landadels, im Laufe des Jahrhunderts wechselten sich oft die Gutsherren. Im 15. Jahrhundert waren es unter anderen die Familien Agardi, Perényi und Széchy, ab 1629 bis zum 19. Jahrhundert die Familie Senney. Ab Mitte des 17. Jahrhunderts entvölkerte sich der Ort. 1715 gab es 26 verlassene und sechs bewohnte Haushalte, 1787 hatte die Ortschaft 44 Häuser und 280 Einwohner, 1828 zählte man 57 Häuser und 424 Einwohner, die als Landwirte tätig waren.
Bis 1918/1919 gehörte der im Komitat Semplin liegende Ort zum Königreich Ungarn und kam danach zur Tschechoslowakei beziehungsweise heutigen Slowakei. Auf Grund des Ersten Wiener Schiedsspruchs war der Ort von 1938 bis 1944 noch einmal Teil Ungarns.

## Bevölkerung
| Jahr                | 1994 | 2004     | 2014     | 2024    |
| ------------------- | ---- | -------- | -------- | ------- |
| Anzahl der Personen | 353  | 414      | 487      | 505     |
| Unterschied         |      | +17,28 % | +17,63 % | +3,69 % |

| Jahr                | 2023 | 2024    |
| ------------------- | ---- | ------- |
| Anzahl der Personen | 507  | 505     |
| Unterschied         |      | −0,39 % |

Nach der Volkszählung 2011 wohnten in Dobrá 432 Einwohner, davon 336 Magyaren, 83 Slowaken und ein Tscheche. 12 Einwohner machten keine Angabe zur Ethnie.
231 Einwohner bekannten sich zur griechisch-katholischen Kirche, 88 Einwohner zur römisch-katholischen Kirche, 55 Einwohner zur reformierten Kirche, 11 Einwohner zu den Zeugen Jehovas, drei Einwohner zur Evangelischen Kirche A. B. und ein Einwohner zur orthodoxen Kirche. 16 Einwohner waren konfessionslos und bei 27 Einwohnern wurde die Konfession nicht ermittelt.

## Bauwerke und Denkmäler
- griechisch-katholische Kirche Himmelfahrt des Herrn im klassizistischen Stil aus den 1790er Jahren[6]

## Verkehr
Nach Dobrá führt die Cesta III. triedy 3699 („Straße 3. Ordnung“) von einer Kreuzung mit der Cesta I. triedy 79 („Straße 1. Ordnung“) zwischen Kráľovský Chlmec und Bačka und weiter nach Biel. Der Ort hat eine Haltestelle an der Bahnstrecke Čierna nad Tisou–Košice.